# شهرستان لنکران
لنکران (به لاتین: Lankaran، به تالشی Lánkon) نام بخشی در جنوب غربی جمهوری آذربایجان است که نباید با شهر لنکران اشتباه شود. لنکران یکی از مناطق باستانی جمهوری آذربایجان است. کاوش‌های باستان‌شناسی تأیید می‌کنند که مردم از هزارهٔ سوم و دوم قبل از میلاد در خلال عصر مفرغ در این مکان سکونت داشته‌اند. این بخش در کرانهٔ غربی دریای کاسپین قرار دارد. مردم لنکران را تالش‌ها و آذربایجانی‌ها شامل می‌شوند.
زبان مردم لنکران تالشی می باشد اما به علت اینکه زبان رسمی کشور جمهوری آذربایجان ترکی است اهالی لنکران به این زبان هم تسلط دارند.نام ایرانی این شهر لنگران(جای لنگر انداختن کشتی)بوده که شوروی ها پس از جداسازی آن از ایران نام آن را لنکران گذاشتند.

## پیشینه
لنکران از قدیم‌ترین زمان تا به حال مرکز سکونت قوم ایرانی تالشی‌ها به‌شمار می‌رود.
تالشی‌ها در نیمهٔ دوم قرن هجدهم بعد از کشته شدن نادرشاه و آغاز هرج و مرج در ایران حکومت خانات تالش را تأسیس کردند و شهر لنکران را به‌عنوان پایتخت خود برگزیدند. میر مصطفی خان تالشی در سال ۱۷۹۵ در نتیجهٔ حملهٔ ایران، از دولت روسیه تقاضای حمایت کرد. در سال ۱۸۱۳ بعد از پیمان نامه گلستان، لنکران از ایران و گیلان جدا شد و بخشی از تالش به روسیه پیوست و در سال ۱۸۲۸ با امضای پیمان‌نامه ترکمانچای این پیوند تصویب گردید و تالشی‌ها به دو قسمت تقسیم شدند. یک قسمت آن ازجمله لنکران تحت سلطهٔ روسیه و بخش دیگر آن همچنان تحت حاکمیت دولت ایران قرار گرفت.
ب.و. میلیر دانشمند شوروی در مورد سرشماری سال ۱۹۲۶ نوشته‌است: «از ۱۱۶۹۸۸ نفر ساکنان شهر لنکران، تالشی‌ها اکثریت را تشکیل می‌دادند ولی همهٔ آن‌ها را به غلط به‌عنوان «ترک» یعنی آذری به حساب آورده‌اند.»
براساس تحقیقات ب.و. میلیر تالشی‌ها در منطقهٔ لنکران ۸۶٫۳ درصد، جوند ۸۲٫۴ درصد، در آستارا ۸۶٫۴ درصد، در ماسالی ۳۰ درصد و در ورگه دوزان ۱٫۲ درصد اهالی را تشکیل می‌دادند.

## آب و هوا
| داده‌های اقلیم لنکران    | داده‌های اقلیم لنکران | داده‌های اقلیم لنکران | داده‌های اقلیم لنکران | داده‌های اقلیم لنکران | داده‌های اقلیم لنکران | داده‌های اقلیم لنکران | داده‌های اقلیم لنکران | داده‌های اقلیم لنکران | داده‌های اقلیم لنکران | داده‌های اقلیم لنکران | داده‌های اقلیم لنکران | داده‌های اقلیم لنکران | داده‌های اقلیم لنکران |
| ماه                     | ژانویه               | فوریه                | مارس                 | آوریل                | مه                   | ژوئن                 | ژوئیه                | اوت                  | سپتامبر              | اکتبر                | نوامبر               | دسامبر               | سال                  |
| ----------------------- | -------------------- | -------------------- | -------------------- | -------------------- | -------------------- | -------------------- | -------------------- | -------------------- | -------------------- | -------------------- | -------------------- | -------------------- | -------------------- |
| میانگین بیش‌ترین °C (°F) | ۶٫۲ (۴۳)             | ۶٫۷ (۴۴)             | ۹٫۶ (۴۹)             | ۱۵٫۲ (۵۹)            | ۲۱٫۳ (۷۰)            | ۲۶٫۳ (۷۹)            | ۲۹٫۰ (۸۴)            | ۲۸٫۴ (۸۳)            | ۲۳٫۷ (۷۵)            | ۱۸٫۶ (۶۵)            | ۱۳٫۷ (۵۷)            | ۸٫۵ (۴۷)             | ۱۷٫۲۷ (۶۲٫۹)         |
| میانگین کم‌ترین °C (°F)  | ۱٫۰ (۳۴)             | ۱٫۵ (۳۵)             | ۴٫۱ (۳۹)             | ۹٫۴ (۴۹)             | ۱۴٫۲ (۵۸)            | ۱۸٫۱ (۶۵)            | ۲۰٫۸ (۶۹)            | ۲۰٫۵ (۶۹)            | ۱۷٫۸ (۶۴)            | ۱۲٫۸ (۵۵)            | ۷٫۴ (۴۵)             | ۳٫۴ (۳۸)             | ۱۰٫۹۲ (۵۱٫۷)         |
| بارندگی میلی‌متر (اینچ)  | ۷۹ (۳٫۱۱)            | ۸۶ (۳٫۳۹)            | ۱۰۲ (۴٫۰۲)           | ۵۵ (۲٫۱۷)            | ۳۹ (۱٫۵۴)            | ۲۸ (۱٫۱)             | ۱۹ (۰٫۷۵)            | ۵۴ (۲٫۱۳)            | ۱۴۷ (۵٫۷۹)           | ۱۸۹ (۷٫۴۴)           | ۱۳۴ (۵٫۲۸)           | ۸۷ (۳٫۴۳)            | ۱٬۰۱۹ (۴۰٫۱۵)        |
| منبع: Climate-Data.org  |                      |                      |                      |                      |                      |                      |                      |                      |                      |                      |                      |                      |                      |